# Starfleet
In het Star Trek-universum is Starfleet de defensieve, onderzoekende, diplomatieke en verkennende kracht van de Verenigde Federatie van Planeten (United Federation of Planets). Het starfleet-hoofdkwartier is gevestigd in San Francisco, Californië, Aarde, Sol-stelsel, Sector 001 van het Alfa-kwadrant. Starfleet is een van origine militaire organisatie, vergelijkbaar met het leger.
Vele gebouwen van het hoofdkwartier zijn geconcentreerd in een gebied ten oosten van de Golden Gate Bridge op de noordelijke punt van het San Francisco schiereiland.
Starfleet bestaat uit vele verschillende onderdelen, te weten:
- Starfleet Command
- Starfleetacademie
- Starfleet Medische Academie (onderdeel van Starfleetacademie)
- Starfleet Ships
- Starfleet Tactical
- Starfleet Intelligence
- Starfleet Engineering Corps
- Starfleet marines
- Section 31

De verschillende geledingen van Starfleet worden door een verscheidenheid van rassen bevolkt. Toch zijn het de mensen en de Vulcanen, twee van de oprichters van de Federatie, die de belangrijkste rollen vervullen in de begintijd. In latere afleveringen en series bekleden ook andere rassen zoals de Klingons, Betazoiden, Trill, etc. een aantal centrale posten.
Starfleet is actief op allerlei gebieden zoals diplomatieke, wetenschappelijke en militaire missies, maar het primaire mandaat is toch dat van de vreedzame verkenning van het heelal. Het vlaggenschip van Starfleet, en daarmee ook van de eerste vloot, is het sterrenschip de USS Enterprise NX-O1.
De meeste mensen die in Starfleet actief zijn, zijn gerekruteerd voor hun werk. Schepen en installaties worden aangestuurd door officierenkorpsen. Officieren dienen in de regel als afdelingshoofden of als commando-officieren. De meeste officieren worden getraind op de Starfleet Academy te San Francisco, Californië, gedurende een vierjarig opleidingsprogramma dat hen traint in de beginselen van warp-reizen, militaire tactiek etc. De rangorde van Starfleet is gebaseerd op het systeem van militaire rangen van de Amerikaanse marine